# Holcocephala fimbriata
Holcocephala fimbriata là một loài ruồi trong họ Asilidae. Holcocephala fimbriata được Hermann miêu tả năm 1924. Loài này phân bố ở vùng Tân nhiệt đới.